# Roman Lemanik
Roman Lemanik pseud. Lemano (ur. 12 czerwca 1922 w Częstochowie, zm. 26 lipca 1987 w Katowicach) – polski iluzjonista.
Był synem Józefa i Marii z domu Hamala. Od 1945 występował jako iluzjonista. Uczestnik, a następnie również juror międzynarodowych konkursów iluzji w krajach dawnego bloku wschodniego. Jego największym sukcesem był złoty medal w konkursie o puchar Otakara Maršika na Europejskim Przeglądzie Nowych Magicznych Tricków w Nowym Borze w Czechosłowacji. Był członkiem Krajowej Sekcji Artystów Iluzji Stowarzyszenia Polskich Artystów Teatru i Filmu.